# بويويوس بار ديل كوندادو
بلدية بويويوس بار ديل كوندادو (بالإسبانية: Bollullos Par del Condado) هي بلدية تقع في مقاطعة ولبة التابعة لمنطقة أندلوسيا جنوب إسبانيا.

## الديموغرافيا
بلغ عدد سكان بلدية بويويوس بار ديل كوندادو 14.055 نسمة عام 2011 (وفقاً للمعهد الوطني الإسباني للإحصاء).
| 12.741 | 12.727 | 12.965 | 13.335 | 13.737 | 13.891 | 14.055 |